# Морава (област Велико Търново)
Вижте пояснителната страница за други значения на Морава.
Мора̀ва е село в Северна България, община Свищов, област Велико Търново.

## География
Село Морава се намира в средната част на Дунавската хълмиста равнина, на около 20 km югозападно от град Свищов и около 52 km северозападно от град Велико Търново.
В селото има гара на минаващата западно покрай него железопътна линия Свищов – Левски – Троян.
Третокласен републикански път преминава по цялата дължина на селото в направление югозапад – североизток, като в границите му е негова главна улица, и го свързва на север през селата Драгомирово, Българско Сливово и Царевец с общинския център Свищов, а на юг – с първокласния републикански път I-3, съвпадащ с Европейски път Е83. Третокласният път влиза от юг в селото с надморска височина около 89 m, в центъра му тя е около 83 m, а при излизането от север – около 73 m. Надморската височина нараства до около 100 m на запад – при железопътната линия, и до около 120 – 125 m – на изток, където от селото излиза общински път към отстоящото на около 3 km село Овча могила.
Населението на село Морава , наброявало 2528 души към 1934 г., нараства до 2756 към 1946 г., след което постоянно намалява – до 846 към 2018 г. Към 2011 г. селото има около 750 къщи и население малко повече от 1000 души.
Климатът е умереноконтинентален, почвите са предимно карбонатни черноземни.

## История

### Античност и средновековие
Предполага се, че Морава е старо селище. Помнят се останки от стари заселвания южно и северозападно от съществуващото село. Направени разкопки от полски археолози през 1958 г. говорят за съществуването първо на римско, а след това на славянско селище. На 3 – 4 km северно от Морава са намерени останки от такива селища – пещ, глинени съдове, монети и други.

### Османско владичество
По спомени от по-ново време, селото датира поне от 18 век. Вероятно е започнало своето съществуване по време на османското владичество. Първо било разположено на около 2 km южно, около чифлик на турски бей – Хаджи Муса. Носело неговото име. Било е доста голямо, с българско и турско население, но след чума намаляло до 50 къщи. Премества се на съществуващото си място, за да избяга от чумата и грабежите по пътя Търново – Никопол. Към средата на 19 век се заселват татари, които напускат по-късно. Помнят се около 100 български къщи, 50 турски и 50 татарски.
През 1856 г. е построена църквата „Свети архангел Михаил" (възстановена през 1873 г.) с икони от 1873 г., рисувани от тревненски майстори. Има музейна сбирка и изложбена зала за историята на строителството.
В Руско-турската освободителна война участват 8 опълченци от селото.

### Следосвобожденски период
При построяването на железопътната линия и гарата през 1908 г. общинската управа не допуска гарата да носи името на селото (Хаджи Муса) според тогавашния закон, а изпраща молба и протоколно решение до Народното събрание гарата да носи името „Морава“ заради сочната зелена трева, с каквато била обрасла тогава поляната над селото, където минавала железопътната линия. Пак по предложение на местната управа през март 1923 г. Народното събрание преименува селото на името на гарата.
През 1911 г. е основана потребителна кооперация, от 1947 до 1974 г. – с името „Съгласие“, а от 1974 г. – в състава на Районна потребителна кооперация – Свищов.
На 23 декември 1911 г. е основано читалище „Светлина“. През 1934 г. с дарения и доброволен труд е построена читалищна сграда, която е съборена след земетресението през 1977 г.. През 1969 г. е построена нова сграда с театрален салон с 400 места и други зали за репетиции и игри.
На 16 март 1948 г. е учредено ТКЗС „Лазар Станев“ – с. Морава, което през 1956 г. влиза в състава на ОТКЗС „Път към комунизма“ – с. Морава, което от 1 януари 1977 г. е Клоново стопанство към АПК „Дунав“ – Свищов, впоследствие към АПК – с. Овча Могила.
Запазена и реставрирана към 1984 г. е възрожденска чешма.

## Население
Преброяване на населението през 2011 г.
Численост и дял на етническите групи според преброяването на населението през 2011 г.:
|                     | Численост | Дял (в %) |
| Общо                | 1066      | 100,00    |
| Българи             | 945       | 88,64     |
| Турци               | 17        | 1,59      |
| Цигани              | 28        | 2,62      |
| Други               | 7         | 0,65      |
| Не се самоопределят | 4         | 0,37      |
| Неотговорили        | 5         | 0,46      |

## Обществени институции

### Кметство
Село Морава към 2019 г. е център на кметство Морава.

### Читалище
Читалище „Светлина 1911“ към 2019 г. е действащо.

#### За читалището
Моравчани с гордост говорят за времето когато самодейният театър е бил на нивото на професионалните театри, и когато всеки сезон се подготвят по две постановки и са представяни на местно, общинско, регионално и национално ниво. В читалището са работили и работят и други колективи като: група за изворен фолклор, певчески групи, народен оркестър, танцов състав и др.
Особено място в дейността на читалището заема групата за изворен фолклор, която скоро ще отбележи своето 30-годишно съществуване. Има безброй местни, общински, регионални участия с обичаи като: „Посрещане на баба Марта“, „Наричане на пръстен“, „Игнажден“, „Пеперуда“ и др.
Незабравимо ще остане участието и с обичаите „Викане на къща“, „Баба Марта“ в V (5) Национален събор Копривщица – 1986 г., където са отличени със златни медали. През 2005 г. се представи отлично на Деветия национален събор „Копривщица – 2005“.
Групата за стари градски песни „Блян“ редовно взема участие в Общинските прегледи, имаха гостуване в предаването „Ако зажалиш…“ по телевизия СКАТ, XI (11) – фестивал „Златен кестен“ гр. Петрич и др.
Чудесни изяви макар и от скоро подновен състав има и групата за народни песни – изворен и обработен фолклор. Тя взе участие в Осмия Национален Петропавловски събор и Първия Национален събор за надпяване в чест на народната певица Мита Стойчева в с. Обединение през 2005 г.
Към читалището постоянно работят и с много местни и общински изяви са: – групата за народни песни – деца, детски танцов състав, детска театрална група, група за народни танци жени и народен оркестър „Настроение“.
Към читалището работи библиотека с библиотечен фонд около 16 000 книги. Посещава се от деца и възрастни. Развива справочна и културно-масова дейност. Към читалището има и музейна сбирка където се съхраняват дрехи, предмети, вещи и уреди с които са си служили нашите предци в ежедневието.

### Училище
Основно училище „Свети свети Кирил и Методий“ в село Морава е общинско, действащо.

#### За училището
Според летописната книга на училище „Св. св. Кирил и Методий“, съхранявана в Държавен архив гр. Велико Търново, през 1877 г. в с. Хаджи Муса (днешна Морава) е построена сграда за водене на учебни занятия. Първият учител е Николай П. Христов от с. Върбица, Преславско.
До 1899 г. учителите са двама. Дълги години са учителствали Иван Иванов с неизвестно местожителство и Величко Тодоров от с. Мушуклии Великотърновско. По-нататък съставът се мени така: през 1905 г. те са 3-ма, през 1910 г. – 4, през 1919 – 5, през 1921 г. – 6.
До 1921 г. в селото е имало само начално училище. През учебната 1922/23 г. се открива прогимназиален клас – V (5), а през следващата VI (6). Назначен е и първият директор – Стефан Генов от с. Родина, Великотърновско. През 1924 -1927 г. е построена нова училищна сграда. Откриването на новото училище става много тържествено през есента на 1927 г. Светла диря оставя след себе си Мичо Пенев – директор на училището от 1924 до 1952 г.
В края на януари 1965 г. започва строежът на училищната пристройка и се завършва само за 8 месеца. През новата 1965/66 учебна година е преустановено двусменното обучение.
В училището учат 135 ученици, обучавани от 8 учители. В селото има и детска градина от две групи с 40 деца.

### Църква
Църквата „Свети Архангел Михаил“ в село Морава е православна, действа само на големи религиозни празници. През 1979 г. църквата е обявена за паметник на културата.

### Поща
В село Морава има пощенска станция.

### Клуб на пенсионера
В селото към 2019 г. има действащ Културен клуб на пенсионера „Мечта“.

## Личности
Родени в Морава
- Темелко Янков, български революционер от ВМОРО, четник на Панчо Константинов[20]

## Производство
В с. Морава има шивашка фабрика, която разполага с модерна материално-техническа база. Фабриката поддържа продуктивни партньорства с множество европейски фирми. Производството ѝ е ориентирано за износ предимно в други страни-членки от Европейския съюз.

## Спорт
ФК „Морава“